# Tonino De Bernardi
Tonino De Bernardi (eigentlich Antonio De Bernardi, * 1937 in Chivasso) ist ein italienischer Filmregisseur.

## Leben
De Bernardi schloss in Musikgeschichte ab und widmete sich ab 1967 dem Untergrundfilm. Er inszenierte zunächst zusammen mit dem Maler Paolo Menzio Il mostro verde und arbeitete mit zahlreichen bildenden Künstlern und Schriftstellern der Neo-Avantgarde zusammen, wobei er während der folgenden Jahrzehnte hauptsächlich Kurz- und mittellange Filme sowie Videos für seine Gesellschaft Lontane Province Film inszenierte. Eine Besonderheit stellt der von 1980 bis 1982 hergestellte, 12-stündige Donne dar.
1987 legte De Bernardi sein Langfilmdebüt vor: Sein Elettra nach Sophokles wurde von Laiendarstellern interpretiert. Der auf Video produzierte Viaggio a Sodoma erhielt 1989 den Preis des Filmfestivals von Aja in den Niederlanden; zahlreiche weitere Filme wurden auf vielen Festivals gezeigt. Ins Kino gelangte Piccoli orrori aus dem Jahr 1994; mehrere folgende Arbeiten De Bernardis wurden beim Filmfestival Venedig gezeigt, fanden jedoch keinen Verleih. Appassionata war 1999 sogar für den Goldenen Löwen nominiert.
2007 inszenierte er Medée miracle mit Isabelle Huppert.

## Filmografie (Auswahl)
- 1987: Elettra
- 1994: Piccoli orrori
- 1999: Appassionata
- 2007: Médée miracle